# Sierra Leone az 1988. évi nyári olimpiai játékokon
Sierra Leone a dél-koreai Szöulban megrendezett 1988. évi nyári olimpiai játékok egyik részt vevő nemzete volt. Az országot az olimpián 4 sportágban 12 sportoló képviselte, akik érmet nem szereztek.

## Atlétika
Férfi
| Versenyző                                                   | Versenyszám     | Előfutam | Előfutam | Előfutam | Negyeddöntő | Negyeddöntő | Negyeddöntő | Elődöntő | Elődöntő | Elődöntő | Döntő   | Döntő    |
| Versenyző                                                   | Versenyszám     | Idő      | Hely.    | Össz.    | Idő         | Hely.       | Össz.       | Idő      | Hely.    | Össz.    | Idő     | Helyezés |
| ----------------------------------------------------------- | --------------- | -------- | -------- | -------- | ----------- | ----------- | ----------- | -------- | -------- | -------- | ------- | -------- |
| Francis Dove-Edwin                                          | 100 m           | 10,89    | 6.       | 73.      | kiesett     | kiesett     | kiesett     | kiesett  | kiesett  | kiesett  | kiesett | kiesett  |
| Felix Sandy                                                 | 400 m           | 46,82    | 5.       | 30.      | kiesett     | kiesett     | kiesett     | kiesett  | kiesett  | kiesett  | kiesett | kiesett  |
| David Sawyerr                                               | 800 m           | 1:57,88  | 8.       | 64.      | kiesett     | kiesett     | kiesett     | kiesett  | kiesett  | kiesett  | kiesett | kiesett  |
| Modupe Jonah                                                | 1500 m          | 3:55,15  | 14.      | 50.      |             |             |             | kiesett  | kiesett  | kiesett  | kiesett | kiesett  |
| Baba Ibrahim Suma-Keita                                     | Maraton         |          |          |          |             |             |             |          |          |          | 3:04:00 | 95.      |
| Benjamin Grant                                              | 400 m gát       | 51,73    | 7.       | 30.      |             |             |             | kiesett  | kiesett  | kiesett  | kiesett | kiesett  |
| Francis Keita Francis Dove-Edwin Benjamin Grant Felix Sandy | 4 × 100 m váltó | 41,19    | 7.       | 21.      |             |             |             | kiesett  | kiesett  | kiesett  | kiesett | kiesett  |
| Francis Dove-Edwin Felix Sandy Benjamin Grant David Sawyerr | 4 × 400 m váltó | 3:10,47  | 6.       | 17.      |             |             |             | kiesett  | kiesett  | kiesett  | kiesett | kiesett  |

| Versenyző     | Versenyszám | Selejtező | Selejtező | Döntő    | Döntő    |
| Versenyző     | Versenyszám | Eredmény  | Helyezés  | Eredmény | Helyezés |
| ------------- | ----------- | --------- | --------- | -------- | -------- |
| Francis Keita | Távolugrás  | 687 cm    | 33.       | kiesett  | kiesett  |

Női
| Versenyző       | Versenyszám | Előfutam | Előfutam | Előfutam | Döntő   | Döntő    |
| Versenyző       | Versenyszám | Idő      | Hely.    | Össz.    | Idő     | Helyezés |
| --------------- | ----------- | -------- | -------- | -------- | ------- | -------- |
| Rachel Thompson | 1500 m      | 5:31,42  | 14.      | 28.      | kiesett | kiesett  |

## Kerékpározás

### Országúti kerékpározás
Férfi
| Versenyző      | Versenyszám   | Idő           | Helyezés      |
| -------------- | ------------- | ------------- | ------------- |
| Frank Williams | Mezőnyverseny | nem ért célba | nem ért célba |

## Ökölvívás
| Versenyző        | Versenyszám   | Selejtező         | 32-es főtábla               | Nyolcaddöntő      | Negyeddöntő       | Elődöntő          | Döntő             | Helyezés |
| Versenyző        | Versenyszám   | Ellenfél Eredmény | Ellenfél Eredmény           | Ellenfél Eredmény | Ellenfél Eredmény | Ellenfél Eredmény | Ellenfél Eredmény | Helyezés |
| ---------------- | ------------- | ----------------- | --------------------------- | ----------------- | ----------------- | ----------------- | ----------------- | -------- |
| Desmond Williams | Nagyváltósúly | erőnyerő          | Richie Woodhall (GBR) · 0:5 | kiesett           | kiesett           | kiesett           | kiesett           | 17.      |
| Samuel Simbo     | Középsúly     | erőnyerő          | Ruszlan Taramov (URS) · KO  | kiesett           | kiesett           | kiesett           | kiesett           | 17.      |

RSC – a mérkőzésvezető megállította a mérkőzést

## Súlyemelés
| Versenyző     | Versenyszám | Szakítás | Szakítás | Lökés    | Lökés    | Összesen | Helyezés |
| Versenyző     | Versenyszám | Eredmény | Helyezés | Eredmény | Helyezés | Összesen | Helyezés |
| ------------- | ----------- | -------- | -------- | -------- | -------- | -------- | -------- |
| Percy Doherty | 82,5 kg     | 65,0     | 21.      | 100,0    | 19.      | 165,0    | 19.      |